# Wincent Żuk-Hryszkiewicz
Wincent Żuk-Hryszkiewicz, właśc. Wincent Hryszkiewicz (biał. Вінцэнт Жук-Грышкевіч, Vincent Žuk-Hryškievič; ur. 23 lutego 1903 w Budsławiu, zm. 14 lutego 1989 w Kanadzie) – białoruski nauczyciel i polityk, w latach 1970–1982 przewodniczący Rady Białoruskiej Republiki Ludowej, formalnie głowa „państwa” na uchodźstwie.

## Życiorys
Uczył się w białoruskim gimnazjum w Budsławiu. Naukę kontynuował w Gimnazjum Białoruskim w Wilnie. W latach 1922–1926 studiował na Uniwersytecie Karola w Pradze. Po studiach wrócił do Polski, gdzie do wybuchu wojny nauczał w Gimnazjum Białoruskim w Wilnie.
Po agresji sowieckiej na Polskę we wrześniu 1939 aresztowany i zesłany do łagru. W 1942 zaciągnął się do armii Władysława Andersa. Nie wrócił na Białoruś osiedlając się w 1950 w Kanadzie. Po śmierci Mikoły Abramczyka wybrany na przewodniczącego Rady Białoruskiej Republiki Ludowej – formalnie głowę „państwa” na uchodźstwie.
Jego żoną była Raisa Żukowska.